# ラブライブ!The School Idol Movie
| 演出                                            | 遠藤広隆、齋藤徳明、三宅和男 細川ヒデキ、南川達馬、京極尚彦                              |
| ライブパート演出                                | 京極尚彦、河野亜矢子、安藤尚也                                                           |
| キャラクターデザイン アニメーションディレクター | 室田雄平                                                                                 |
| 総作画監督                                      | 平山円、藤井智之、石川智美 森本由布希、村山公輔、冨岡寛 齋田博之、室田雄平               |
| 作画監督                                        | 古川英樹、江上夏樹、錦見楽 長森佳容、立川聖治、渡邊敬介 小林明美、山崎淳                 |
| ライブパート作画監督                            | 永富浩司、寺尾憲治、重国勇二 後藤望、鈴木勘太、永田正美 佐々木貴宏、須永頼太、戸井田珠里 |
| セットデザイン                                  | 高橋武之                                                                                 |
| 美術監督                                        | 守安靖尚、岡﨑えりか                                                                     |
| 色彩設計                                        | 加藤里恵                                                                                 |
| デザインワークス                                | 西田亜沙子                                                                               |
| 撮影監督                                        | 野上大地、杉山大樹                                                                       |
| CGプロデューサー                                | 松実成                                                                                   |
| CG制作                                          | ILCA、グラフィニカ                                                                       |
| 編集                                            | 今井大介                                                                                 |
| 音響監督                                        | 長崎行男                                                                                 |
| 音楽プロデューサー                              | 伊藤善之                                                                                 |
| 音楽制作                                        | サンライズ音楽出版 ランティス、アイウィル                                                |
| プロデューサー                                  | 平山理志、槙本裕紀、安達薫                                                               |

『ラブライブ！The School Idol Movie』（ラブライブ ザ・スクールアイドルムービー）は、サンライズ制作による日本のアニメーション映画。メディアミックスプロジェクト『ラブライブ！』の一作品。テレビアニメ『ラブライブ！』の続編で、廃校寸前の母校を救うために結成された９人のスクールアイドルグループ「μ's（ミューズ）」の奮闘と成長を描いた物語の完結編である。2015年6月13日公開。

## ストーリー
3年生の卒業式終了直後、第3回「ラブライブ！」の概要が発表され、その開催場所の候補として第2回大会決勝会場の約10倍の収容人数の『アキバドーム』が検討されていることに驚くμ'sのメンバーであったが、そこへ理事長（ことりの母）がドーム大会実現のためにμ'sに対して協力を依頼されたことを伝えた。それはスクールアイドルを紹介したいという、海外のテレビ局からのオファーであった。
海外に飛んだμ'sは、テレビ局からライブ開催場所の希望を出してほしいとの要望もあり、観光がてらライブの場所を探すことにした。どこも良い場所でなかなか決まらなかったが、それは「この街」が少し秋葉原に似ているからだと凛が指摘する。ライブ前日に穂乃果が地下鉄を乗り間違えて迷子になったが、穂乃果が見かけた女性シンガーのおかげで無事にホテルまで戻ることができ、ライブも無事成功した。
日本に戻ってきたμ'sは空港で大勢のファンに出待ちされ驚くが、それは、海外ライブがライブ中継されたことで全国から注目されるようになったからだった。また、μ'sの解散予定をメンバー以外に伝えていなかったために多くのファンが次のライブを希望していることを知る。そこで、3年生が正式に卒業するまでの間にμ's最後のライブ開催を決めるが、理事長からドーム大会を成功するためμ'sを続けてほしいと言われ、μ'sメンバーは再び解散か継続かで悩みだす。穂乃果は雪穂、亜里沙、A-RISEの意見を聞いても判断に迷っていたが、再会した女性シンガーによって幼少期の経験を思い出し、改めてμ'sを終わらせることを決める。
しかし、ドーム大会開催にはμ's継続が求められていたことから、代案として穂乃果はスクールアイドルのためのライブ開催を提案する。ライブに参加してもらうため、μ'sが全国のスクールアイドル達にメールを送ったり直接交渉に出向くなどをしたこともあり、全国のスクールアイドル達が参加することになりライブ開催が実現することとなった。ライブ前日に穂乃果はスクールアイドル達にμ'sの活動終了を宣言した。そして迎えた当日のライブは大成功だった。
時は流れ、μ's全員が卒業したあと、音ノ木坂学院3年生に進級した雪穂と亜里沙は、アイドル研究部部活紹介で新入生達にμ'sの働きによってドーム大会は無事開催されたこと、今年もドームを目指して予選が開催されることを説明する。そして、μ'sのラストライブのシーンと共に物語は終わる。

## 声の出演

### μ's
- 高坂穂乃果 - 新田恵海
- 絢瀬絵里 - 南條愛乃
- 南ことり - 内田彩
- 園田海未 - 三森すずこ
- 星空凛 - 飯田里穂
- 西木野真姫 - Pile
- 東條希 - 楠田亜衣奈
- 小泉花陽 - 久保ユリカ

### μ'sの親族
- 矢澤にこ、矢澤こころ、矢澤ここあ - 徳井青空（3役）
- 高坂雪穂 - 東山奈央
- 絢瀬亜里沙 - 佐倉綾音
- 穂乃果の母 - 浅野真澄
- 理事長（ことりの母） - 日髙のり子
- 真姫の母 - 井上喜久子
- にこの母 - 三石琴乃

### A-RISE
- 綺羅ツバサ - 桜川めぐ
- 統堂英玲奈 - 松永真穂
- 優木あんじゅ - 大橋歩夕

### その他の人物
- ヒデコ - 三宅麻理恵
- フミコ - 山本希望
- ミカ - 原紗友里
- アキバレポーター - 高森奈津美
- アルパカ（オス）、アルパカ（メス） - 麦穂あんな（二役）
- スクールアイドル - 雨宮天、茜屋日海夏、麻倉もも、瀬戸麻沙美、小松未可子、種田梨沙、加隈亜衣
- 外国人 - Deirdre Ikeda、Ani S、Danielle Tsumita、Jenny Shima
- その他 - 木村珠莉、田中真奈美、朝井彩加、東城日沙子、竹内恵美子、芳野由奈、飯田友子、山崎はるか、中里望、高橋未奈美、永田絵美、森永千才、阿部里果、榎吉麻弥、池辺百花、恋水結衣、松宮可奈、唐沢ゆい、福岡諒、夏怜
- 女性シンガー - 高山みなみ

台詞は無いが、穂乃果の父と矢澤虎太郎も登場している。また、テレビアニメには登場しなかった海未・凛・花陽の母親達が台詞無しで登場する。

## 製作
テレビアニメ第2期の放送終了直後、完全新作となる映画の制作が発表された。公開時期を2015年春としている記事が出たのち、2015年6月13日から松竹の配給により公開された。日本国内で上映されたほか、同年8月から順次世界各地でも上映された。
テレビシリーズに引き続き京極尚彦が監督、花田十輝が脚本、室田雄平がキャラクターデザインを担当しているが、アニメーションディレクターについてはテレビシリーズで担当していた西田亜沙子がテレビシリーズ第2期での卒業を発表したことから、今作では室田の兼任となっており、西田はデザインワークスとしてクレジットされている。

## プロモーション
特典付前売券は、第1弾が券面&クリアファイルに「μ's Fan Meeting Tour 2015〜あなたの街でラブライブ!」の会場と連動した新規描き下ろしイラストを使用した全10種類が、2015年2月7日から数量限定で販売された。第2弾は新規描き下ろしイラストを使用した全9種類が、同年4月25日より数量限定で販売された。第3弾は全3種類のユニットシングルCDを特典として、同年5月23日から数量限定で販売された。
映画の公開を記念し、エースコック、大正製薬、セガとのタイアップやキャンペーンが行われたほか、秋葉原UDX内レストラン街「AKIBAICHI」では2015年6月13日から同年6月21日までの期間限定で特別メニューが提供された。また、公開前日の同年6月12日には読売新聞朝刊の全面広告にμ'sが登場した。
先着順の入場者プレゼントとして、公開1週目は｢μ'sからのメッセージ入りスペシャルカード｣、公開2週目は｢描き下ろし複製ミニ色紙・2年生｣で、穂乃果・ことり・海未の中から1枚をランダムで配布、公開3週目は｢描き下ろし複製ミニ色紙・1年生｣で、真姫・凛・花陽の中から1枚をランダムで配布、公開4週目は｢描き下ろし複製ミニ色紙・3年生｣で、絵里・希・にこの中から1枚をランダムで配布、公開5週目は｢μ's旅の思い出記念ポスター｣、公開6週目は映画のフィルムの4シーンを切り取った｢μ's思い出の1コマ｣をランダム配布、公開7週目は｢描き下ろしイラストポストカード｣で、鴇田アルミの2年生、伊能津の1年生、おだまさるの3年生の中から1枚をランダムで配布、公開8週目は｢μ'sといっしょに海外旅行〜旅のしおり〜｣、公開9週目は「μ'sからみんなへ。スペシャルサンクスカード」を配布している。また、1週目から9週目までの共通同時封入特典としてラブライブ! スクールアイドルフェスティバルの覚醒済みSRが同封されている。更に、描き下ろし複製ミニ色紙とμ's思い出の1コマは追加増産されることが決定しており、描き下ろし色紙は公開7週目から9週目の入場者プレゼントに同封する形で、9人のメンバーの中から1枚をランダムで配布され、μ's思い出の1コマは10週目以降、期間を設けずに在庫が無くなるまで配布された。

## 主題歌・挿入歌
主題歌「僕たちはひとつの光」
作詞 - 畑亜貴 / 作曲 - ZAQ / 編曲 - EFFY / 歌 - μ's
クレジットでは挿入歌扱いとなっている。
挿入歌
「Angelic Angel」
作詞 - 畑亜貴 / 作曲 - 森慎太郎 / 編曲 - 倉内達矢 / 歌 - μ's
予告編映像でも使用された。
「SUNNY DAY SONG」
作詞 - 畑亜貴 / 作曲・編曲 - 倉内達矢 / 歌 - μ's
「Hello,星を数えて」
作詞 - 畑亜貴 / 作曲・編曲 - 山口朗彦 / 歌 - 星空凛（飯田里穂）、西木野真姫（Pile）、小泉花陽（久保ユリカ）
「？←HEARTBEAT」
作詞 - 畑亜貴 / 作曲・編曲 - 本田光史郎 / 歌 - 絢瀬絵里（南條愛乃）、東條希（楠田亜衣奈）、矢澤にこ（徳井青空）
「Future Style」
作詞 - 畑亜貴 / 作曲・編曲 - 本田光史郎 / 歌 - 高坂穂乃果（新田恵海）、南ことり（内田彩）、園田海未（三森すずこ）
「Shocking Party」
作詞 - 畑亜貴 / 作曲・編曲 - 板垣祐介 / 歌 - A-RISE［綺羅ツバサ（桜川めぐ）、統堂英玲奈（松永真穂）、優木あんじゅ（大橋歩夕）］
A-RISE歌唱であるが、既存曲からは唯一本編挿入歌として使用。
「As Time Goes By」
作詞・作曲 - Herman Hupfeld / 編曲 - 藤澤慶昌 / 歌 - 女性シンガー（高山みなみ）
米国版では不使用。
「Stars, Come to me!」
作詞 - 畑亜貴 / 作曲・編曲 - 藤澤慶昌 / 歌 - 女性シンガー（高山みなみ）
米国版では「As Time Goes By」の代わりに使用されている。

## BD / DVD
BDが2015年12月15日に発売された。特装限定版 (BCXA-1025) と通常版 (BCXA-1024) が発売。特製ブックレットが特装限定版には28ページ分、通常版には4ページ分同梱される。映像特典として特報、本予告、公開記念PV、ノンテロップエンディングが収録されるほか、特装限定版には「μ's Fan Meeting Tour 2015 〜あなたの街でラブライブ！〜」の東京公演・昼の部の映像と劇場マナーCMを収録した特典ディスクが同梱される。その他、特装限定版は三方背クリアケース仕様となっており、「μ's Final LoveLive!〜μ'sic Forever♪♪♪♪♪♪♪♪♪〜」のチケット最速先行抽選申込券、書き下ろし小説、新曲を収録したオリジナルソングCD、「Loveca+」、「ラブライブ!スクールアイドルフェスティバル」限定シリアルコード、「BANDAI VISUAL+」シリアルコードが同梱される。
DVDについてはセル版はなく、レンタル版のみで2015年12月24日にリリースされた。

## 評価
ぴあの調査による「映画初日満足度ランキング」2015年6月12日・13日付では満足度1位となっており、10代・20代の男女から熱いコメントが多く寄せられたという。また、2015年の作品の「映画初日満足度ランキング」の中では8位であった。

### 興行成績
2015年6月13日、同年6月14日の両日で25万1811人の動員、4億23万5800円の興行収入を上げ、同日公開された『海街diary』と比べて公開初週の上映館数が半分未満だったにもかかわらず、動員・興行収入ともにランキング1位を記録した。これは、深夜アニメの劇場版の初日2日間の興行収入としては過去最高であった『劇場版 魔法少女まどか☆マギカ [新編] 叛逆の物語』の4億3,600円を上回るスタートであった。
6月20日、6月21日の両日で18万8061人の動員、2億6124万1140円の興行収入を上げ、動員では2週連続でランキング1位を獲得。6月27日、28日の両日も18万8004人の動員、2億6716万1780円の興行収入を上げ、動員でV3を達成した。また、28日時点で興行収入は11億9442万3320円となり、10億円を突破した。2015年7月5日には、観客動員数が100万人を突破し、翌6日時点で102万6068人の動員となった。
その後も7月26日には累計動員144万1784人、累計興行収入20億6953万6480円を記録して20億円を突破。8月1日には観客動員は150万人、累計興行収入は22億円を超え、深夜アニメの劇場版としては過去最高の興行収入であった『劇場版 魔法少女まどか☆マギカ [新編] 叛逆の物語』の20億8000万円を上回る成績となった。8月3日には累計動員155万6176人、累計興行収入22億1155万2340円となり、9月4日には興行収入が25.3億円を記録して2010年以降の松竹邦画では1位となった。
9月27日には累計動員184万1941人、累計興行収入26億140万9780円となり、26億円を突破、11月14日には累計動員が200万人、累計興行収入が28億円を突破した。最終的な興行成績は2015年12月31日までの202日間で28.6億円と発表されている。
本作は、先述のように、公開当初は必ずしも大きな規模ではなかったにもかかわらず、いわゆるロングラン上映となる映画館が少なくなかった。劇場によっては、公開10週目でも週末興行収入で1位となる劇場もあった。また、主に週末に実施される「μ'sとみんなのスペシャルステージ上映」も好評を博して、中には14週連続で開催された劇場も存在したほどである。
興行収入や動員が伸びたことについて、前述した週替りの来場者プレゼントが目当てのリピーターによるものであるとの見方があり、批判が相次いだ。
一方、それだけでは大ヒットの理由とはなり得ず、作品内容やメディアミックスを通じて地道にファンを増やしてきた結果であるとの見方もある。
2016年6月、劇場版公開1周年を記念しての期間限定での再上映が、いくつかの劇場にて実施された。

### 映像ソフトセールス
本作の特装限定版は初週で約19万4000枚を売り上げ、2015年12月28日付オリコンチャートBD総合部門で1位となった。テレビアニメ第2期第1巻の特装限定版の約8万2000枚を大きく上回るシリーズ最高売り上げとなり、アニメ作品（劇場版、テレビアニメ、OVA作品）のBDの初週売り上げとしては歴代4位となった。

### 受賞
| 年   | 映画賞                               | 賞                                     | 結果       |
| ---- | ------------------------------------ | -------------------------------------- | ---------- |
| 2016 | 第33回ゴールデングロス賞             | 優秀賞                                 | 銀賞       |
| 2016 | 第39回日本アカデミー賞               | 優秀アニメーション作品賞               | 受賞       |
| 2016 | 第39回日本アカデミー賞               | 最優秀アニメーション作品賞             | ノミネート |
| 2016 | 東京アニメアワードフェスティバル2016 | アニメ オブ ザ イヤー部門 劇場公開部門 | グランプリ |

## テレビ放送
数値はビデオリサーチ調べ、関東地区・世帯・リアルタイム。
| 回数 | 放送日         | 放送時間                      | 放送局       | 視聴率 | 備考                                                                                      |
| ---- | -------------- | ----------------------------- | ------------ | ------ | ----------------------------------------------------------------------------------------- |
| 1    | 2016年2月11日  | 木曜 20:00 - 21:45            | WOWOプライム |        | BS初放送                                                                                  |
| 2    | 2016年2月17日  | 水曜 19:00 - 20:45            | WOWOライブ   |        |                                                                                           |
| 3    | 2016年2月21日  | 日曜 14:30 - 16:15            | WOWOシネマ   |        |                                                                                           |
| 4    | 2017年1月3日   | 火曜 17:00 - 18:40            | NHK Eテレ    | 0.6%   | 地上波初放送                                                                              |
| 5    | 2017年5月20日  | 日曜 00:45 - 2:25（土曜深夜） | NHK Eテレ    |        | [ 48 ]                                                                                    |
| 6    | 2017年9月30日  | 土曜 23:00 - 日曜00:50        | アニメ24     |        | ネット無料発放送                                                                          |
| 7    | 2017年11月11日 | 土曜 19:58 - 22:00            | BS11         |        | BS無料初放送                                                                              |
| 8    | 2021年5月1日   | 土曜 14:00 - 15:40            | NHK Eテレ    | 0.4%   |                                                                                           |
| 9    | 2021年7月4日   | 月曜 00:45 - 2:26（日曜深夜） | NHK Eテレ    |        | ラブライブ！スーパースター！！放送記念 NHK+にて見逃し配信有り（2021年7月21日2時24分まで） |

## リバイバル上映
2020年9月4日～9月10日には池袋・グランドシネマサンシャイン「gdcsアニメーション映画特集 “Anime! Anime!! Anime!!!”」にて期間限定上映された。また、シネマサンシャインオリジナル規格のプレミアムシアター “BESTIA（ベスティア） ” での上映も行われた。
2024年1月には、ラブライブ！シリーズと東急歌舞伎町タワーのコラボ企画『ラブライブ！シリーズ×東急歌舞伎町タワー コラボ祭り！！』の施策の一つとして、東急歌舞伎町タワーの109シネマズプレミアム新宿にて期間限定上映された。
2024年3月には、『ラブライブ！』のTVアニメ放送10周年を記念して、4DX化された本作が、全国の4DX劇場にて2週間限定上映された。